# Deutsche Gesellschaft für Parasitologie
Die Deutsche Gesellschaft für Parasitologie (DGP) ist eine deutschsprachige wissenschaftliche Gesellschaft mit Sitz in Frankfurt am Main. Darin zusammengeschlossen sind Forscher, die in Zoologie oder Botanik, der Medizin (insbesondere Tropenmedizin), Mikrobiologie und Hygiene, der Veterinärmedizin, des Pflanzenschutzes und der Schädlingsbekämpfung tätig sind. Im Jahr 2012 umfasste der Verein etwa 550 Mitglieder.

## Geschichte
Die Gründung erfolgte am 26. September 1960 am Institut für Parasitologie der Tierärztlichen Hochschule in Hannover. Anlass der Gründung war damals, als Fachgesellschaft den Bedarf an Parasitologie-Professuren bei den auszubauenden naturwissenschaftlichen, medizinischen und veterinärmedizinischen Universitätsfachbereichen geltend zu machen.  Am 10. Oktober 1961 wurde analog die Parasitologische Gesellschaft der DDR gegründet. Die zunächst intendierte grenzüberschreitende innerdeutsche Zusammenarbeit kam nie recht in Schwung. Am 21. September 1990 wurde der Zusammenschluss beider Schwestergesellschaften unter dem Dach der DGP beschlossen.

## Strukturen
Vereinszweck ist es, in der Öffentlichkeit die Bedeutung von Parasitosen und die Tätigkeit der Parasitologen bekannter zu machen. Initiiert oder unterstützt werden von ihr fachliche Kooperationen, Erfahrungsaustausch zwischen In- und Ausland und Förderung des wissenschaftlichen Nachwuchses.
Im zweijährlichen Turnus wird eine wissenschaftliche Tagung durchgeführt und unterstützt fortwährend Symposien und Arbeitstagungen ihrer Mitglieder. Es existieren Arbeitskreise für Arachnologie/Entomologie, Ökologie, Diagnose, Ichthyo-Parasitologie und Wirkstoffentwicklung. Bei der Deutschen Forschungsgemeinschaft wurden aufgrund der Aktivitäten der DGP bislang (2012) drei Forschungsschwerpunktprogramme eingerichtet.

## Ehrungen der Fachgesellschaft
Die DGP vergibt zeitgleich mit ihren zweijährlichen Tagungen drei Auszeichnungen: (a) die Rudolf-Leuckart-Medaille für Verdienste um die Parasitologie, (b) die Karl-Asmund-Rudolphi-Medaille für herausragende wissenschaftliche Leistungen von Nachwuchswissenschaftlern (max. 38 Jahre) und (c) den Gerhard-Piekarski-Preis für eine Doktorarbeit in der Parasitologie.